# 職員令 (太政官制)
職員令（しょくいんれい/しきいんれい）は、明治政府初期の太政官制を定めた法令。1869年8月15日（明治2年7月8日）に公布された。政体書に基づく官制を改め、二官六省体制とした。

## 概要
1868年（明治元年）6月11日に制定された政体書に基づく太政官制は、「天下ノ権力総テ之ヲ太政官ニ帰ス」とし、太政官に権力を集中させる官制であった。その太政官の権力を七官に分け、「立法ノ権」を執行する議政官、「行法ノ権」を執行する行政官及びその権力を分割行使する神祇官・会計官・軍務官・外国官、「司法ノ権」を執行する刑法官が置かれていた。1869年（明治2年）4月8日に民部官が設置された。
1869年（明治2年）7月8日、職員令が制定されて官制が一新された。
職員令では、古代の律令官制に倣って神祇官を独立させ、太政官と並立させる復古的な官制となっており、さらに祭政一致の思想に基づき神祇官を太政官の上位に位置づけた。
太政官の下には六省が置かれたので、神祇官・太政官の二官と合わせて「二官六省」体制と呼ばれる。また、二官六省のほかに、寮や司、待詔院、集議院、大学校、弾正台等の中央機関や、府藩県、海軍、陸軍、留守官、開拓使、宣教使、按察使等についても定められた。
1872年（明治4年）7月29日、太政官職制が制定されたことにより、職員令に基づく官制は終了した。

## 神祇官
政体書における神祇官は太政官の権力を分掌する一官であったが、職員令では独立した機関となった。もっとも、制度上は太政官より上位に置かれたが、神祇官が太政官の政務を統制することはなかった。
神祇官の長官である神祇伯の職掌として、祭典の催行、陵墓の管理、宣教の督励等が定められた。

## 太政官
政体書に基づく太政官制では、太政官は立法を掌る議政官や司法を掌る刑法官を含めた中央省庁の総称であったが、職員令における太政官は、従来の行政官を独立させた国政の最高機関であり、天皇を補佐して大政を総理する左大臣・右大臣、大政に参与する大納言・参議（「三職」）が置かれた。

## 六省
太政官の下に次の六省が置かれた。
- 民部省
- 大蔵省
- 兵部省
- 刑部省
- 宮内省
- 外務省